# 남평초등학교 (강원)
남평초등학교는 대한민국 강원특별자치도 정선군에 있는 공립 초등학교이다.

## 학교 연혁
- 1940.11.01 남평공립국민학교 개교 (1,2학년 1학급 편성)
- 1990.03.01 병설유치원 개원
- 1996.03.01 남평초등학교로 개명
- 2011.03.01 6학급 증설
- 2012.03.01 강원도교육청지정 경제교육 시범학교(2년)
- 2014.02.14 제70회 졸업식 (졸업생 총수 2,803명 졸업)
- 2014.03.01 제31대 김명숙 교장선생님 부임
- 2015.02.12 제71회 졸업식(졸업생 총수 2,808명) 졸업

## 참고 자료
- 남평초등학교 - 한국교육학술정보원 학교알리미